# Repartimiento (Edad Media)
El objeto de reparto era el territorio al sur del río Tajo ganado a los musulmanes, según un "concesión" que el rey establecía con las fuerzas sociales que habían colaborado en su conquista y las condiciones que se podían obtener con la condición de que se asentaran en ellas. Esta concesión real facilita el asentamiento, fijo generando derechos permanentes, mediante títulos individuales de propiedad.
El repartimiento lo realizaban una comisión de oficiales reales (partidores o divisores) con las casas, por eso la raíz cuadradafincas y heredades obtenidas entre los que habían participado en la conquista, según su condición social y méritos. El registro de este sistema de donaciones reales era recogido en los llamados Libros de Repartimientos, del que más tarde se extraería otro documento manuscrito para ser entregado al nuevo propietario.
La forma de actuación de los repartimientos fue bastante parecido en la Corona de Castilla y en la Corona de Aragón, aunque los resultados finales dependieron grandemente por las diferentes tierras conquistadas y la capacidad de absorción de los repobladores de los distintos reinos. Los repartimientos más antiguos de los que se conservan registros son del siglo XIII, referentes a Mallorca y Valencia, pero hay muchos otros en Murcia y los territorios de al-Ándalus. También existen registros de los repartimientos de ciudades, como el caso de Orihuela.
En la Corona de Castilla, se tienen registros del repartimiento de Écija, Jerez de la Frontera (1266) o Cádiz, que tuvieron dificultades para la colonización repobladora, todo lo contrario con Sevilla, que atrajo a muchos repobladores, alcanzando en poco tiempo los 25000 habitantes.

## Repartimiento en las islas Canarias
El archipiélago de Canarias fue incorporado paulatinamente a la corona de Castilla a lo largo del siglo XV mediante la conquista militar. Una vez dominado el territorio y rendidas las poblaciones aborígenes, los Reyes Católicos nombraron repartidores que entregaran las nuevas tierras y aguas entre los conquistadores y repobladores que quisieran avecindarse en las islas.